# Hoplisoides
Hoplisoides ist eine Gattung der Grabwespen (Spheciformes) aus der Familie Crabronidae. Im Mittelmeerraum sind drei Arten verbreitet, In Europa kommen vier Arten vor, eine davon auch in Deutschland.

## Merkmale
Die Facettenaugen der Art stehen weit auseinander, ihre Innenränder sind fast parallel und die Basen der Fühler liegen dicht an der Stirnplatte (Clypeus).

## Lebensweise
Die Brut wird mit Zikaden aus bestimmten Familien versorgt, wie etwa den Buckelzirpen (Membracidae), Zwergzikaden (Cicadellidae), Ameisenzikaden (Tettigometridae) und Flugoridae.

## Arten (Europa)
- Hoplisoides craverii craverii (A. Costa 1869)
- Hoplisoides craverii (A. Costa 1869)
- Hoplisoides latifrons (Spinola 1808)
- Hoplisoides punctuosus (Eversmann 1849)

## Belege